# Glyphanostomum scotiarum
Glyphanostomum scotiarum är en ringmaskart som beskrevs av Hartman 1978. Glyphanostomum scotiarum ingår i släktet Glyphanostomum och familjen Ampharetidae. Inga underarter finns listade i Catalogue of Life.